# Darian Hagan
Darian Hagan (Lynwood, 1º febbraio 1970) è un allenatore di football americano statunitense che ha giocato come quarterback.

## Palmarès
- 1 Mondiale (2015)